# Michael Kuebler
Michael Kuebler (Salem, 24 luglio 1982) è un ex cestista statunitense, professionista in Europa.

## Palmarès
- Campionato polacco: 1

Asseco Prokom Gdynia: 2011-2012
- Coppa di Polonia: 1

AZS Koszalin: 2010